# Gravação em fio

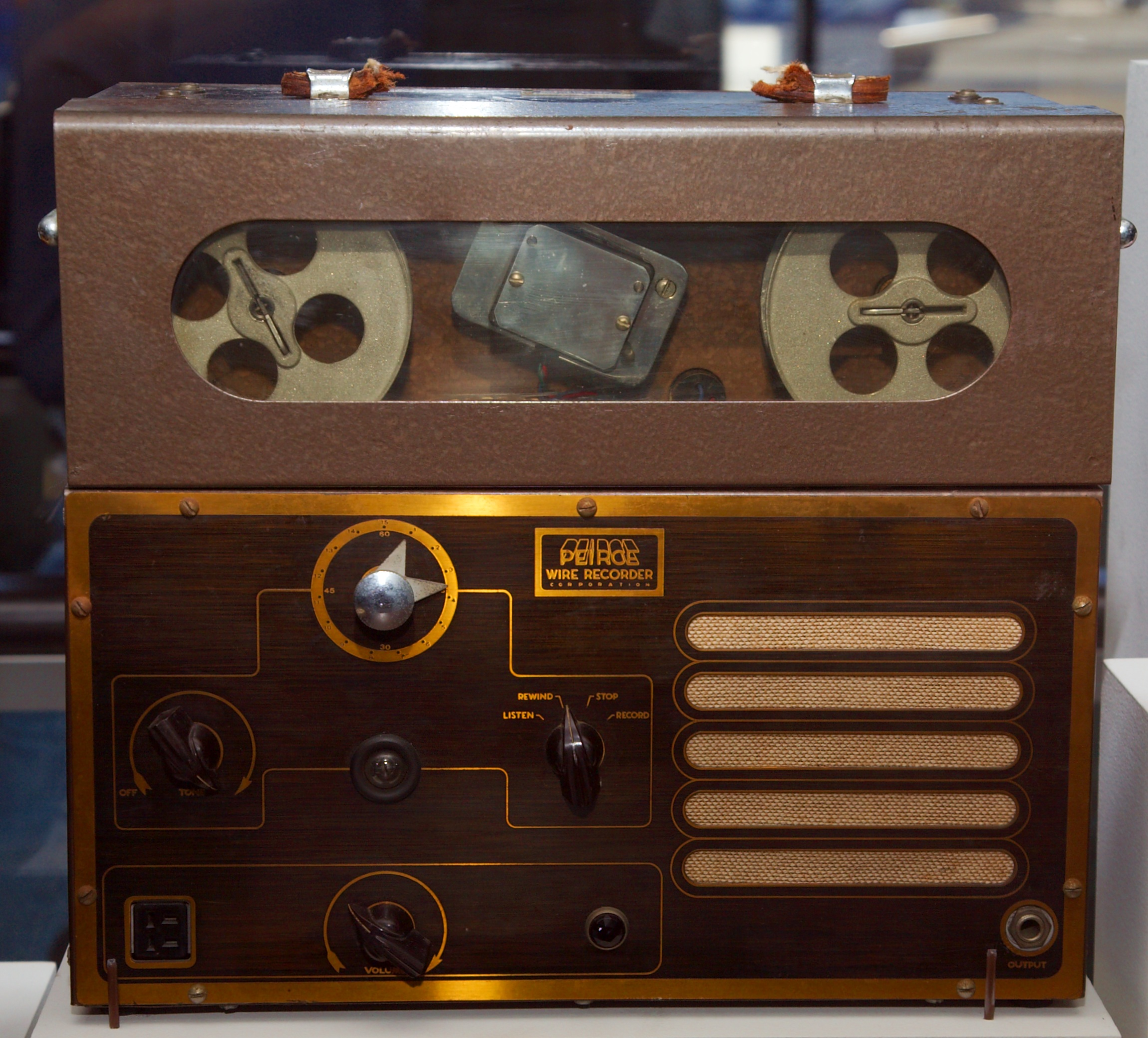
Um Peirce 55-B gravador de voz de fio de 1945.

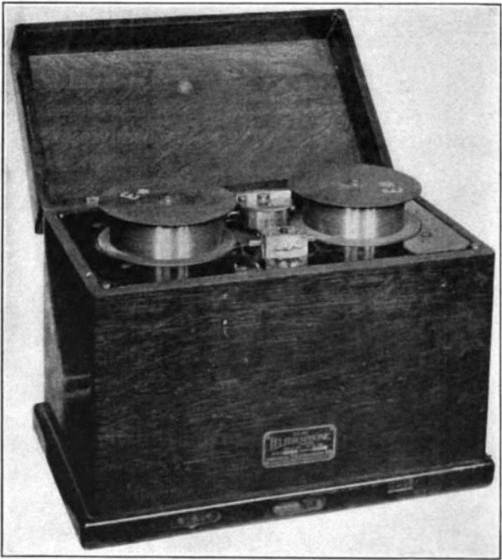
Gravador Poulsen Telegraphone em 1922.

Gravação em fio ou gravação magnética em fio foi a primeira tecnologia de gravação magnética analógica de áudio, em que uma gravação era feita em um fio de aço fino.  O primeiro gravador de fio foi inventado em 1898 por Valdemar Poulsen.
O fio passa rapidamente através de uma cabeça de leitura e gravação, que magnetiza a cada ponto ao longo do fio de acordo com a intensidade e a polaridade da energia elétrica do sinal de áudio que está sendo enviado para a cabeça. Após, passar o fio por uma cabeça similar irá produzir um sinal elétrico que recria o sinal original, em um nível/volume reduzido.
Gravação magnética em fio foi substituída por fita magnética, mas dispositivos que utilizam uma ou outra mídia foram desenvolvidos simultaneamente muitos anos antes de serem produzidos em escala industrial. Os princípios eletrônicos envolvidos são quase idênticos. Fio de gravação, no primeiro momento, teve vantagem devido a facilidade de produzir fio fino na época, enquanto a tecnologia para produzir fita ainda necessitava de melhorias nos métodos de fabricação e materiais.

## História

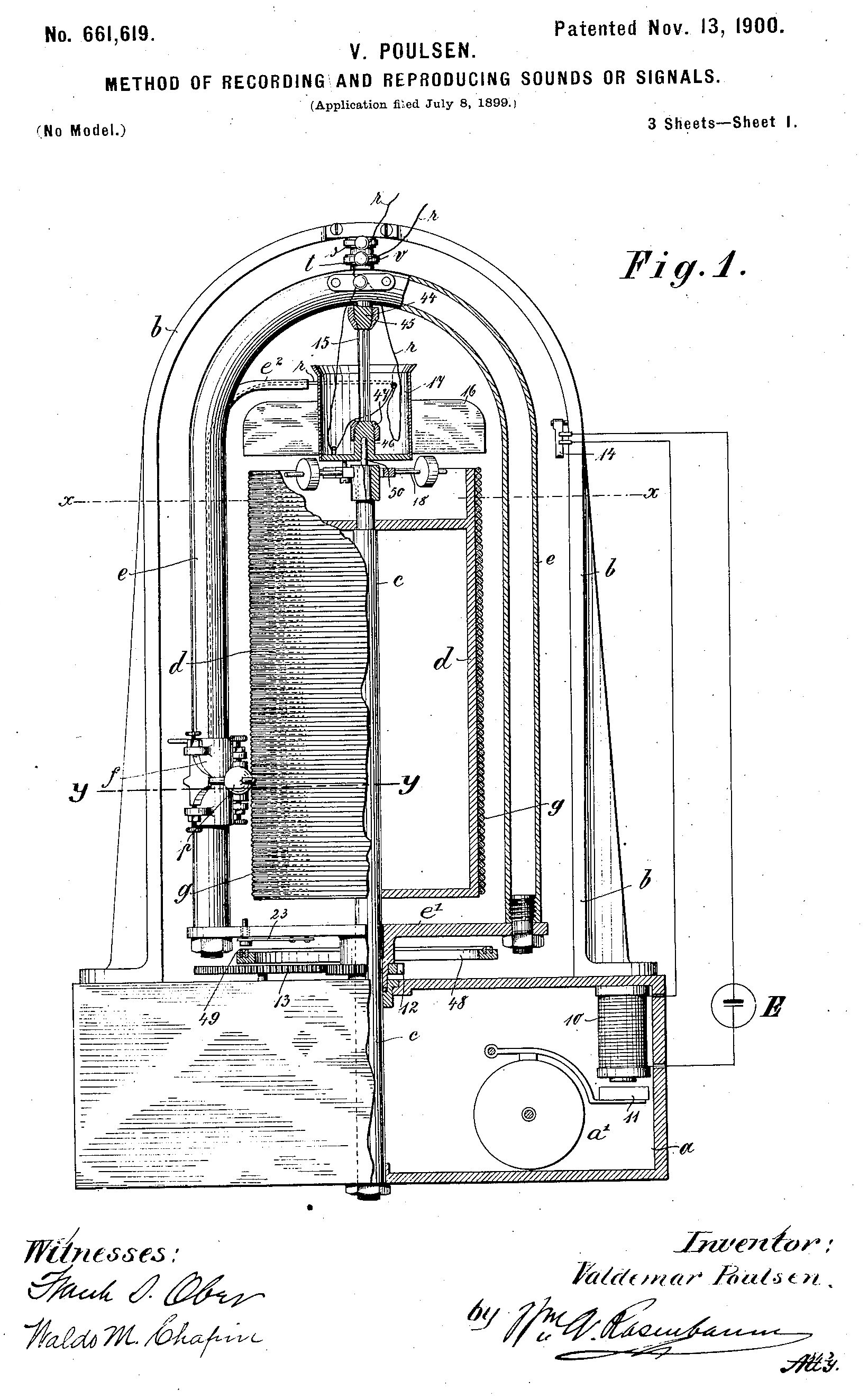
Primeira patente emitida em 1900 para um gravador magnético inventado por Valdemar Poulsen.

O primeiro gravador de fio foi inventado em 1898 pelo engenheiro dinamarquês Valdemar Poulsen, que deu o seu produto o nome comercial Telegraphone. Gravadores de fio eram utilizados para ditado e gravações telefônicas. os dispositivos eram produzidos simultaneamente por várias empresas (principalmente a Americana Telegraphone) entre 1920 e 1930, mas o uso desta nova tecnologia era extremamente limitado. Gravadores Ditafone e Ediphone, os mais populares da época, ainda utilizavam discos cilíndricos com cera.
O breve período de popularidade dos gravadores de fio durou entre 1946 e 1954. A popularidade veio das melhorias técnicas e o barateamento dos projetos, que foram licenciados internacionalmente pela Brush Development Company of Cleveland, Ohio, e a Armour Research Fundation da Armour Institute of Technology [mais tarde, o IIT Research Institute do Instituto de Tecnologia de Illinois]. As duas organizações licenciaram dezenas de fabricantes nos EUA, Japão e Europa, como por exemplo a Wilcox-Gay, Pierce, Webcor, e King Air. A popularidade incentivou os fabricantes a fonecerem um modelo e alguns autores escreveram manuais técnicos especializados.
As melhores nos gravadores de fio não só eram comercializadas para uso em trabalho, mas também como dispositivos de entretenimento doméstico, que oferecia vantagens se comparado com os gravadores de disco que foram se tornando cada vez mais popular para fazer gravações curtas de família e amigos e para a gravação de trechos de transmissões de rádio. Ao contrário de gravadores de discos que permitiam apenas alguns minutos de gravação, os gravadores de fio permitiam gravar muito mais tempo sem interrupções.
Os primeiros gravadores de fita, não disponíveis comercialmente nos EUA em 1948, eram muito caros, complicados, e volumosos para competir com estes gravadores de fio. Durante a primeira metade da década de 1950, no entanto, gravadores de fita começaram a ficar baratos, simples e compactos para serem adequados para uso doméstico e empresarial, depois do surgimento, rapidamente substituiram os gravadores de fio no mercado.
Excepcionalmente, o uso de fio para gravação de som prosseguiu na década de 1960, no Protona o Minifon com gravadores miniaturizados, com ênfase em maximizar o tempo de gravação em um mínimo de espaço. Para um determinado nível de qualidade de áudio, o rolo de fio tinha vantagem de que ele era muito mais compacto do que o meio de armazenamento de fita. O gravador Minifon de fio foi projetado para uso escondido e seus acessórios incluíam um microfone disfarçado como um relógio de pulso.
Fio de gravação também foi usado em algumas aeronaves por registadores de voo , começando no início dos anos 1940, principalmente para a gravação de conversas por rádio entre tripulantes ou com estações em terra. O fio de aço era o mais compacto, robusto e resistente ao calor do que fita magnética (que é de plástico), gravadores de continuaram a ser fabricados para esta finalidade após de 1950 e permaneceu em uso por algum tempo. Havia também gravadores de fio feitos para registrar dados em satélites e outros veículos espaciais não tripulados entre 1950 e 1970.

## Formato de gravação

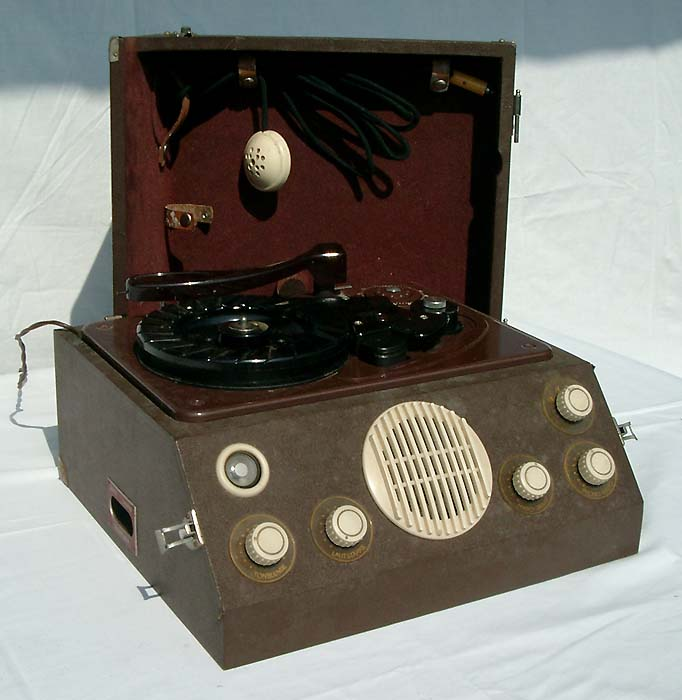
Gravador de fio German Reichhalter Reporter W102 (c. 1950).

O gravador original Poulsen telegraphone e outros gravadores das primeiras gerações colocavam os dois pólos da cabeça de gravação/reprodução em lados opostos do fio. O fio é, portanto, magnetizado transversalmente em relação à cabeça. Este método de magnetização foi rapidamente descartado, visto que o fio era torcido durante a reprodução e em alguns momentos o campo magnético formava ângulos retos em relação aos polos da cabeça, o que gerava uma saída de áudio quase imperceptível no momento da leitura.
As versões posteriores passaram a colocar os dois pólos no mesmo lado do fio, de modo que este fosse magnetizado em seu comprimento, de forma longitudinal. Além disso, os pólos foram moldados em um "V" de modo que a cabeça encaixasse no fio. Isso aumentou a magnetização e também aumentou a sensibilidade da cabeça na repetição porque ele consegue assim recolher melhor o fluxo magnético do fio. Este sistema não foi totalmente imune a torção, mas os efeitos foram muito menos percebidos.
O método longitudinal de gravação é utilizado até hoje em fitas magnéticas.

## Capacidade de gravação e velocidade
Comparado com gravadores de fita, os gravadores de fio possuem uma mídia de velocidade muito mais alta. Isto se faz necessário devido a utilização do metal sólido como suporte. O padrão para a década de 40 era que os gravadores de fio utilizassem em média 61cm por segundo, ou seja, para gravar uma hora de áudio são necessários 2.2Km de fio. Por mais que pareça algo grande, o fio é fino o suficiente para que possa ser acomodade em uma bobina com menos de 8 cm de diâmetro. A espessura dos fios variavam entre 0,10 e 0,15mm. Os fios dos primeiros gravadores costumavam ter 0,25mm de diâmetro, o que permitia carretéis de 15 a 30 minutos. Na década de 40, alguns gravadores maiores tinham bobinas grandes que podiam gravar continuamente por várias horas.
Até a década de 40, a velocidade era medida pela tração exercida pelo carretel que puxava o fio, portanto, a velocidade acabava dependendo da posição em que o fio estava sendo enrolado, gerando distorções temporais ao reproduzir o mesmo fio em outro equipamento ou trocar a posição do fio ou dividir em vários carretéis. Os gravadores mais novos já possuíam mecanismos que evitavam alterações na velocidade, característica esta que já estava presente nos primeiros gravadores de fita.

## Manuseio e edição
Para facilitar o manuseio, de inserir e passar o fio pela cabeça d eleitura, alguns fabricantes inseriram um fio de plástico ou uma linha em cada ponta do fio, isto era feito para prender em um encaixe próprio no carretel do equipamento. Para evitar que o fio se encontrasse amontoado no carretel, a cabeça faz um movimento lento de subida e descida para distribuir uniformemente o fio em camadas no carretel.
Como o fio passa do carretel para um carretel do equipamento (não removível), para trocar o fio era necessário rebobinar, para o carretel removível, para então poder trocar.
Em caso de ruptura ou quebra do fio, a única forma possível era cortar e amarrar as extremidades. Quando um reparo acontece num fio que já tem uma gravação, há um salto de som, mas devido a alta velocidade do fio, geralmente cortes assim são imperceptíveis. Quando um trecho é danificado, a única solução é cortar o trecho fora e remendar o fio.
Edições e cortes são difíceis de serem realizados. Como o fio é muito fino e cada trecho vai passar pela cabeça, os nós e emendas em grande quantidade ficam perceptíveis, o que torna edição de músicas nesta mídia algo impossível. Editores passaram a dar preferência a trabalhar com fita magnética, que é uma mídia muito mais flexível. O primeiro programa regular de rádio produzido e editado em fio foi o Hear It Now, da CBS, com Edward R. Murrow.

## Fidelidade do som
A fidelidade de uma gravação em fio feita em equipamentos pós-1945 é comparável a um fonógrafo contemporâneo ou um dos primeiros gravadores de fita, como um microfone ou outra fonte de sinal de igual qualidade. Por causa de sua natureza homogênea e em velocidade muito alta, o arame é relativamente livre de ruídos perceptíveis. Se comparado com as primeiras fitas magnéticas, o fio não apresenta o ruído de fundo, que só foi resolvido nas fitas com o surgimento de sistemas de redução de ruído. O Magnecord Corp. de Chicago  fabricava gravadores de fio de alta fidelidade destinados para uso em estúdio, mas logo abandonou o sistema de concentrar-se em gravadores de fita.

## Usos notáveis
Em 1944-1945, o Sinal 3132 de Empresa de Serviços Especiais do Exército dos estados unidos utilizou gravadores de fio para recriar o som de tropas fictícias na Frente Ocidental na Segunda Guerra Mundial. Vários cenários de batalha foram recriados usando sons gravados em Fort Knox, Kentucky. O gravador de fio foi colocado com amplificadores e alto-falantes de alta potência montados em veículos, foi usada para esconder a localização real dos Aliados.
Em 1944, a Estação de Rádio do Cairo, Oriente Médio, o compositor egípcio Halim El-Dabh utilizou gravadores de fio como ferramenta para compor músicas.
Durante as tratativas de Nuremberg (1945-1946) várias gravações em fio foram feitas para o inglês, alemão e outras línguas faladas durante o processo. 
Em 1946 David Boder, um professor de psicologia no Instituto de Tecnologia de Illinois, em Chicago, viajou para a Europa para gravar longas entrevistas com "pessoas deslocadas"—a maioria deles sobreviventes do Holocausto. Usando um gravador de fio, Boder voltou com o primeiro registro de depoimentos do Holocausto, o primeiro registro de relatos orais de comprimento significativo.
Em 1946, Norman Corwin e de seu assistente técnico, Lee Branda, levou um gravador de fio em seu Vôo ao redor do Mundo, uma volta ao mundo a bordo subsidiada pelos amigos de Wendell Willkie e patenteado após sua volta viagem de 1942. Corwin documentou o mundo pós-guerra e utilizado de suas gravações em uma série de 13 transmissões na CBS—que também estavam entre as primeiras transmissõies de som permitidos pelas redes de rádio.
Em 1947, Maya Deren, um cineasta experimental americano, comprou um gravador de fio para registrar rituais do Vodu Haitiano para o seu documentário: Meditação sobre a Violência.
Em 1949, na Fuld Hall, na Universidade de Rutgers, Paulo Braverman fez uma gravação de 75 minutos de um concerto usando um gravador de fio. A gravação só veio à tona em 2001, e parece ser a única gravação existente de  Woody Guthrie; foi restaurada ao longo de vários anos e lançada em CD em 2007. O CD, The Live Wire: Woody Guthrie in Performance 1949, posteriormente, ganhou em 2008 o Prêmio Grammy de Melhor Álbum Histórico.

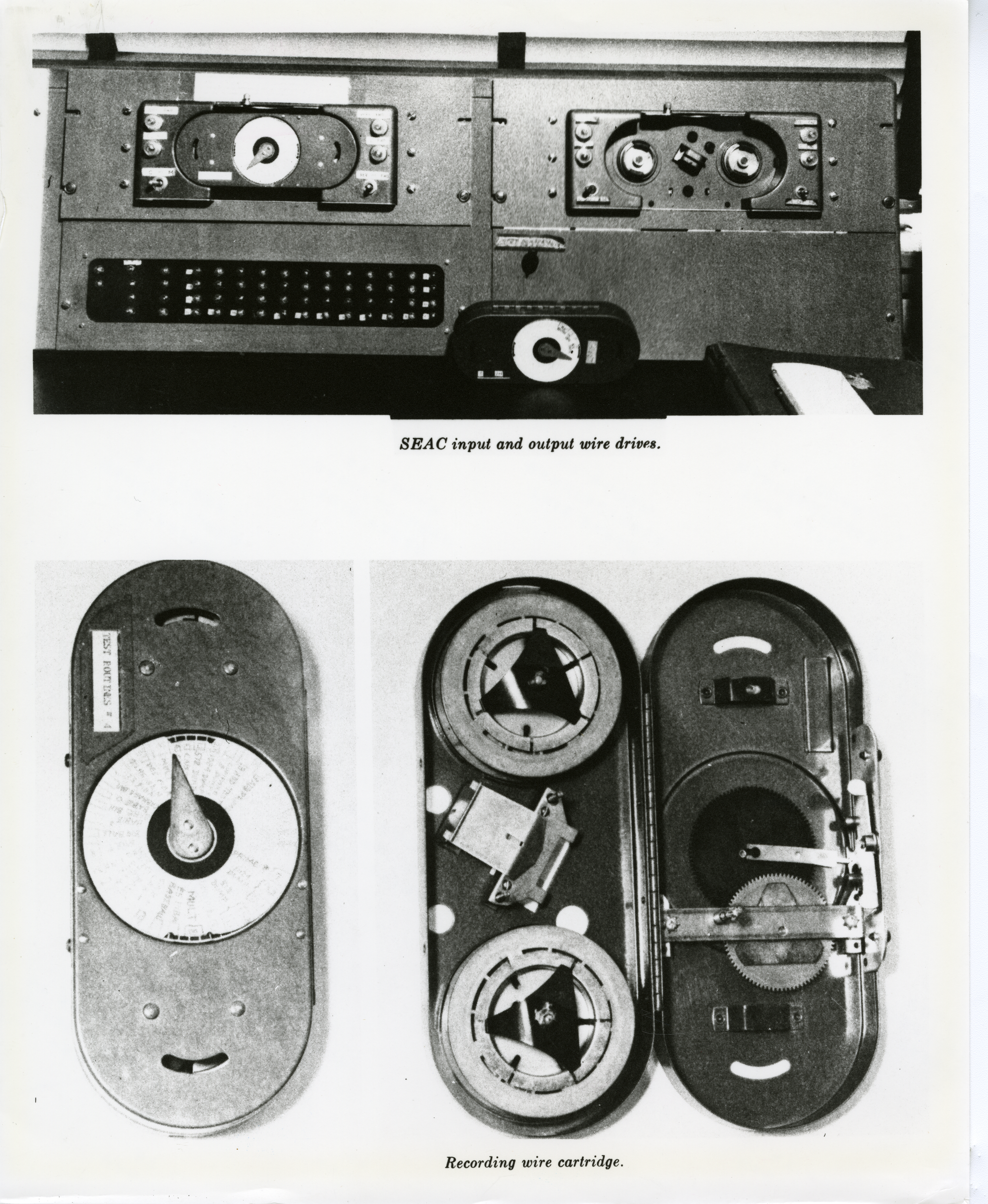
Carretéis e drives de unidades de fio do SEAC

Um dos primeiros programas de computadores, SEAC, construído em 1950 no U.S. National Bureau of Standards, utilizado fio para armazenamento de dados digitais.
Em 1952, a Universidade de Harvard, o departamento de física promoveu o show musical The Physical Revue, escrito e realizado por Tom Lehrer, foi gravado em fio; esta gravação foi recentemente redescoberta e disponibilizado on-line.
Gravadores de fio às vezes aparecem em filmes na época de maior uso. Por exemplo, na versão de original de A Coisa, 1951, um típico gravador de fio  Webster-Chicago é claramente visível sobre uma pequena mesa perto da janela. Em algumas cenas (por exemplo, 0:11:40 em 2003 lançamento do DVD), a tampa estava aberta, carregada de duas bobinas de fio. Neste exemplo, o gravador é simplesmente parte do cenério e não é mostrado funcionando. Em 1958 o thriller de espionagem "o Espião no Céu!" usa um fio de gravação como um dispositivo no enredo. No episódio "A Descontraído Informante" (S1E24) de Danger Man o espião courier é pego contrabando uma gravação secreta feita em fio de dentro de um boneco. A gravação do fio é mais indicado a ser executada em um escritório, usando um tocador de fio. No episódio 2.18 de Adventures of Superman, "Semi-Private Eye", PI Homer Garrity tem um gravador de fio que ele usa para se sub-repticiamente registro de seus clientes.
A ficção Aliados oficiais de Hogan Heróis utilizou um gravador de fio para gravar uma reunião no Kommandant Klink do office em um dispositivo que estava disfarçado como uma caixa de costura, feita de madeira carretéis de linha. Um fio de gravação foi tema de 1966 "Missão Impossível" episódio intitulado "Um Carretel Não Foi". O Departamento de S episódio de Uma Adega Cheia De Silêncio girava em torno de uma chantagem de gravação em um fio disfarçado como parte de outro objeto. Um gravador de fio também é usado como um dispositivo de enredo em Arthur Miller's 1949 jogar, a Morte de um Caixeiro viajante.
Da mesma forma, na década de 1990 filme Dick Tracy, na década de 1930, Warren Beatty, no papel-título, é mostrada a manipulação de um fio em que a voz do "Murmura" (interpretado por Dustin Hoffman) é gravado, a fim de decifrar o contrário ininteligíveis discurso do fictício penal.
Em 1990 o filme "Os Dois Jakes", criada em 1948, a trama gira em torno de um fio de gravação feita em divórcio-caso-que-virou-homicídio.

### Livros
- Bannerman, R. LeRoy (1986) (livro), com Uma Nota de Triunfo: Norman Corwin e os Anos Dourados do Rádio. Universidade do Alabama Press.
- Hickman, Reginald Elwick Beatty (1958) (livro), de Gravação Magnética Manual: a Teoria, a prática e a manutenção do doméstico e profissional de fita e fio de gravadores, capa dura, 176 pp., 2ª Edição (1958); George Newnes (publisher), Londres, Inglaterra; [edição posterior, 1962].
- Sams, Howard W. (1947) (livro), de Registro Automático Trocador Manual de Serviço - Incluindo Arame, Fita, Fita e Disco de Papel Gravadores, capa dura, 1ª Edição (1947); Sams, Indianapolis, de outubro de 1947.

### Revistas
- Ehrlich, Mateus, C. (2006) (artigo de periódico), "Um Pioneiro do Rádio-Documentário Série: Norman Corwin Um Vôo ao redor do Mundo", - Americano de Jornalismo, 23(4):35-59, 2006.
- «Armour Research Foundation and the Wire Recorder: How Academic Entrepreneurs Fail». Technology and Culture. 39. doi:10.2307/3107045

### Jornais
- O Washington Post (jornal), ISSN 0190-8286, 2006 8 de julho. «Louis Dalton Porter; Used Artistic Skills to Trick German Army»

### Literatura técnica e outros
- Juiz, G. R. (1950) (manual), Gravador de Fio Manual, Bernards Rádio Manuais Nº 88, de capa mole (cartão de cobre), 48 pp.; Bernards Publishers Ltd., Londres, 1950.
- Sears Roebuck Co. (por volta de 1949) (livreto, manual, Lista de Peças e Instruções para Instalação E operação do Seu Silvertone super-heteródino Receptor de Rádio com Gravador de Fio, de capa mole, 14 pp., Sears Roebuck Co., por volta de 1949.